# Tafetá

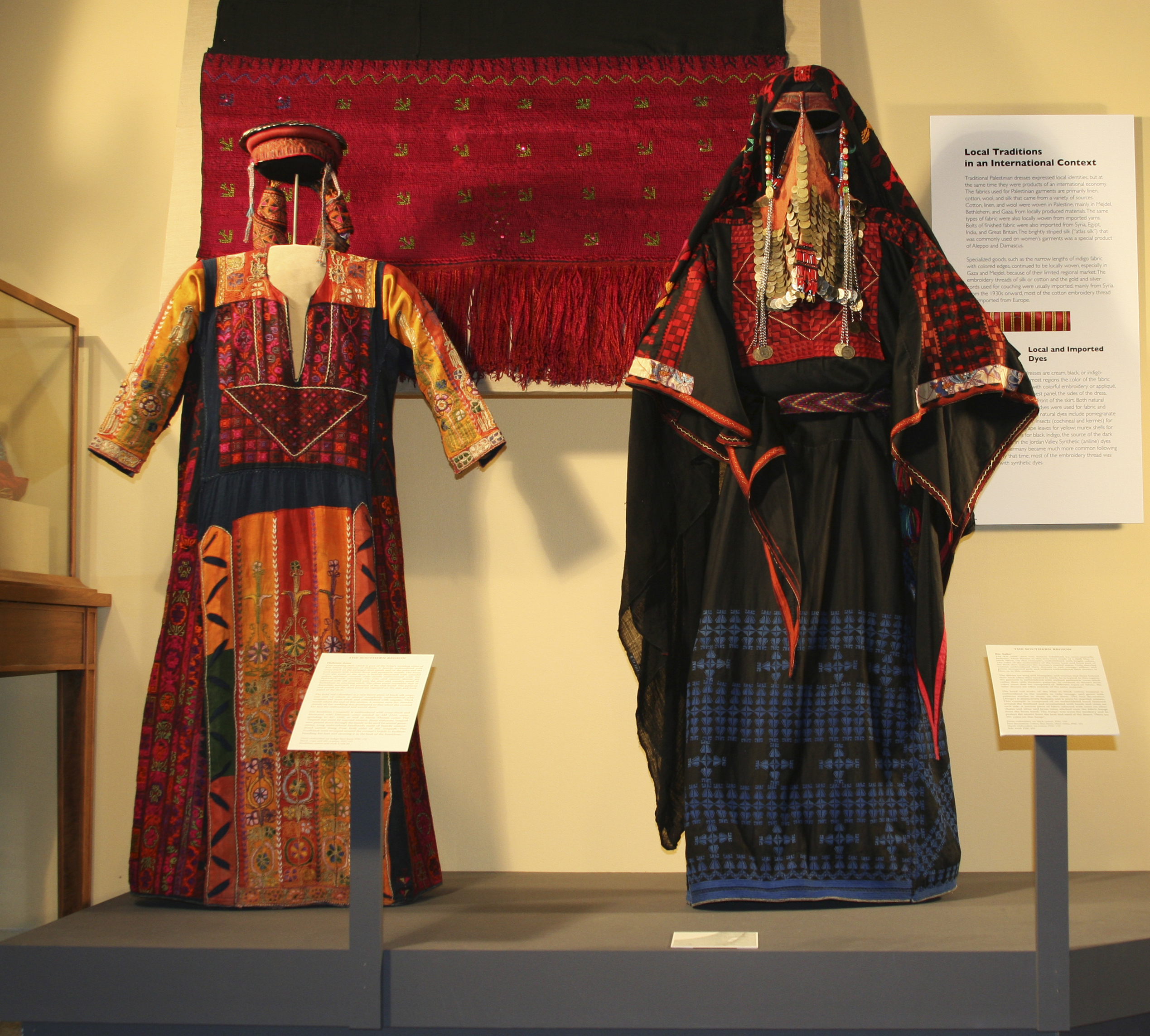
Traditional roupa de Tafetá.

Tafetá é um tecido de seda trançado. Tem sua origem na antiga Pérsia, contudo, o grande produtor da atualidade é a China, especificamente a região de Jiangsu. Tafetá é um tecido fino e acetinado feito de seda, lã ou sintéticos. Tem boa resistência e durabilidade. É resistente à abrasão e produtos químicos, aceita facilmente corantes e é facilmente lavado. É semelhante ao cetim, mas desloca-se menos. Sua rigidez depende da forma como ele é tecido. 
A palavra 'tafetá' é uma derivação da palavra persa تافته tâftah. O Tafetá originou-se na Pérsia (Irã) no século XVI. Depois de algum tempo passou a ser produzido a partir de seda ou de linho.
Roupas elaboradas com o Tafetá eram e ainda são muito utilizadas em ocasiões festivas, por ser um tecido muito fino.

## Características
Durável, audacioso, resistente à química e à abrasão e produz um ruído quando friccionado.

## Utilizações
Tafetá é utilizado em ternos, casacos, fitas, blusas, vestidos, guarda-sóis, bandeiras, forro para casacos e bolsas. Também é utilizado em almofadas, colchas e cobertores.